# Five (Album Hollywood Undead)
Five jest piątym albumem studyjnym grupy rap rock Hollywood Undead. Jest to pierwszy album stworzony za pomocą niezależnej wytwórni kapeli. Dystrybucją albumu zajmuje się grupa BMG Entertainment, zarządzaniem zajmuje się grupa MDDN Co. która pracowała z takimi zespołami jak Architects, Good Charlotte oraz Sleeping with Sirens. Album Five został wydany 27 października 2017. Przedsprzedaż została uruchomiona 24 lipca, w dniu wydania pierwszego singla z nowego albumu o nazwie California Dreaming. Album zawiera w sumie 14 utworów. W tym albumie występuje gościnie Louis "B-Real" Freese, który jest liderem Hip-Hopowego zespołu Cypress Hill.
Album nie zawiera żadnych dodatkowych utworów. Przy zakupie w Best Buy dodawana jest ekskluzywna bandana.

## Lista utworów
| 1.  | "California Dreaming"           | 3:54  |
|     |                                 |       |
| 2.  | "Whatever it takes"             | 3:07  |
|     |                                 |       |
| 3.  | "Bad Moon"                      | 3:52  |
|     |                                 |       |
| 4.  | "Ghost Beach"                   | 3:54  |
|     |                                 |       |
| 5.  | "Broken Record"                 | 3:39  |
|     |                                 |       |
| 6.  | "Nobody's Watching"             | 3:58  |
|     |                                 |       |
| 7.  | "Renegade"                      | 3:03  |
|     |                                 |       |
| 8.  | "Black Cadillac (feat. B-Real)" | 3:47  |
|     |                                 |       |
| 9.  | "Pray (Put Em In the Dirt)"     | 4:24  |
|     |                                 |       |
| 10. | "Cashed Out"                    | 3:29  |
|     |                                 |       |
| 11. | "Riot"                          | 3:48  |
|     |                                 |       |
| 12. | "We Own the Night"              | 4:02  |
|     |                                 |       |
| 13. | "Bang Bang"                     | 3:40  |
|     |                                 |       |
| 14. | "Your Life"                     | 3:25  |
|     |                                 |       |
|     |                                 | 52:02 |
|     |                                 |       |